# Markersdorf-Haindorf
Markersdorf-Haindorf osztrák mezőváros Alsó-Ausztria St. Pölten-i járásában. 2024 januárjában 2058 lakosa volt. 

## Elhelyezkedése

Markersdorf-Haindorf a Sankt Pölten-i járásban

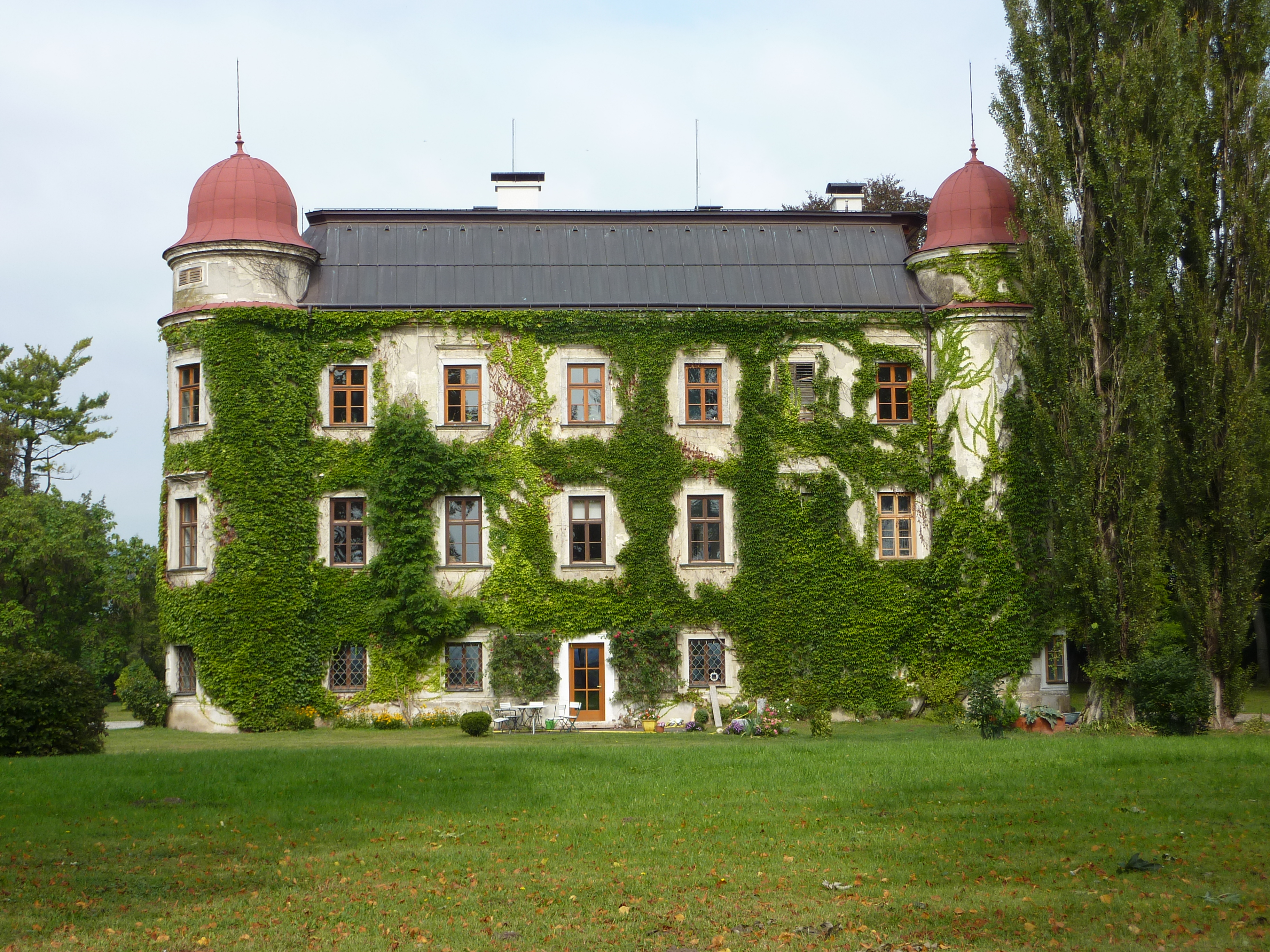
A mitteraui kastély

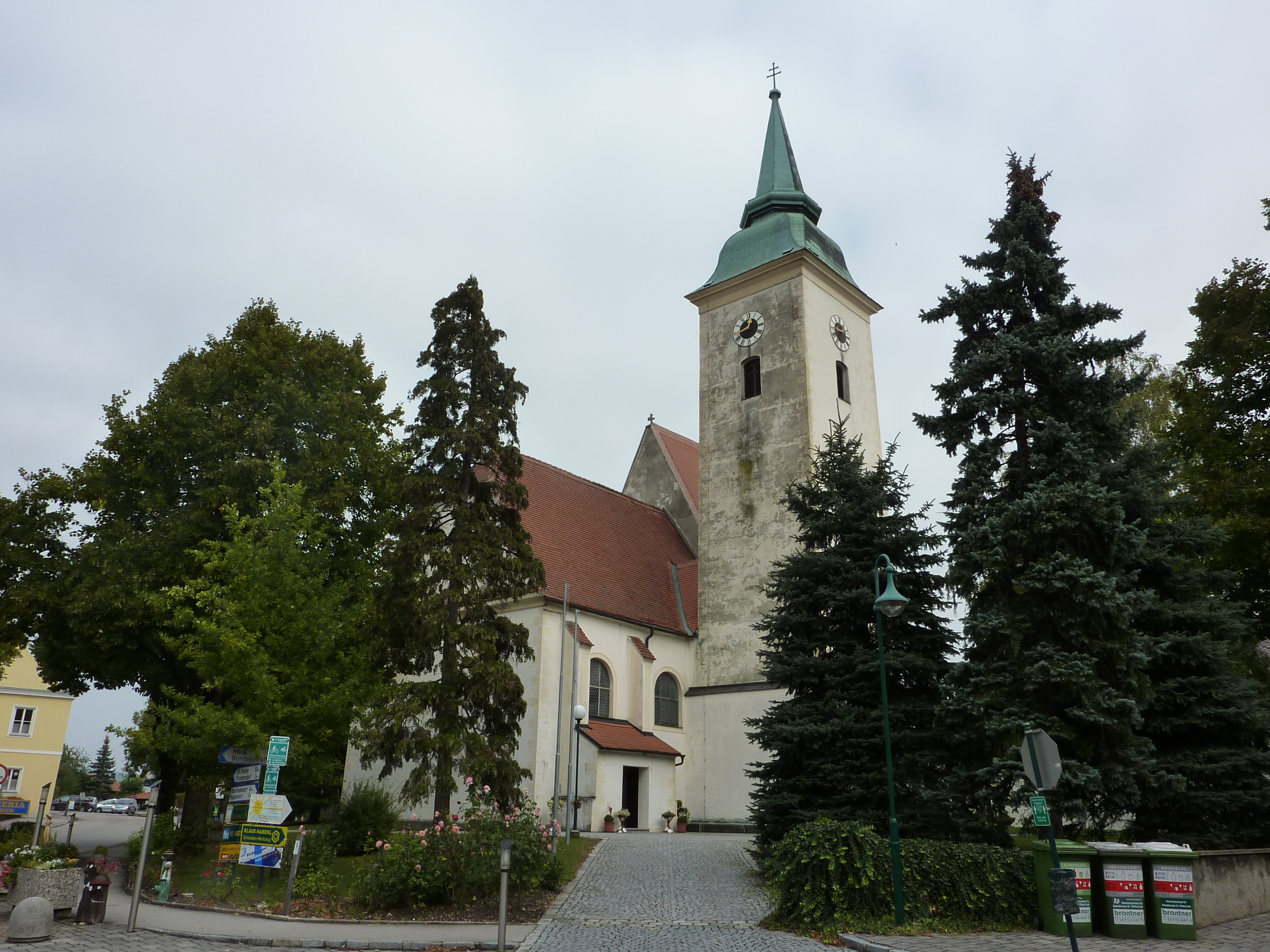
A Szt. Márton-plébániatemplom

Markersdorf-Haindorf a tartomány Mostviertel régiójában fekszik a Pielach és a Sierning folyók között. Területének 2,4%-a erdő, 83,7% áll mezőgazdasági művelés alatt. Az önkormányzat 10 települést egyesít: Haindorf (104 lakos 2024-ben), Knetzersdorf (39), Mannersdorf (40), Markersdorf an der Pielach (1417), Mitterau (198), Mitterndorf (11), Nenndorf (10), Poppendorf (154), Winkel (70) és Wultendorf (15).
A környező önkormányzatok: északra Hafnerbach, északkeletre Prinzersdorf, keletre Gerersdorf, délkeletre Ober-Grafendorf, délre Sankt Margarethen an der Sierning, nyugatra Hürm, északnyugatra Haunoldstein.

## Története
A települést Marquard von Schönbühel alapította 1108/16 körül. 1622-ben mezővárosi jogokat kapott. A középkorban Markersdorf jelentős vámszedőhely és járásbírósági székhely volt.
1938-ban a német légierő repülőteret épített Markersdorfban; emiatt a második világháború végén a települést is rendszeresen bombázták. 1945-ben a repülőtér megmaradt épületeit a Vörös Hadsereg felrobbantotta.
Markersdorf an der Pielach és Haindorf önkormányzatai 1970-ben egyesültek és megalakították a mai Markersdorf-Haindorfot

## Lakosság
A markersdorf-haindorfi önkormányzat területén 2024 januárjában 2058 fő élt. Lakosságszáma 1961 óta gyarapodó tendenciát mutat. 2022-ben az ittlakók 93,1%-a volt osztrák állampolgár; a külföldiek közül 0,9% a régi (2004 előtti), 4,8% az új EU-tagállamokból érkezett. 0,3% a volt Jugoszlávia (Horvátország és Szlovénia kivételével) vagy Törökország; 0,9% egyéb ország polgára volt. 2001-ben a lakosok 88,4%-a római katolikusnak, 1,2% evangélikusnak, 1,1% ortodoxnak, 2,4% mohamedánnak, 6,2% pedig felekezeten kívülinek vallotta magát. Ugyanekkor egy magyar élt a mezővárosban; a legnagyobb nemzetiségi csoportot a németek (94,7%) mellett a horvátok alkották 0,7%-kal. 
A népesség változása:
| Lakosok száma | 1922 | 2080 | 2083 |
|               | 2005 | 2016 | 2018 |

## Látnivalók
- a mitteraui kastély
- a markersdorfi Szt. Márton-plébániatemplom
- a haindorfi Szt. Péter és Pál-plébániatemplom

## Fordítás
- Ez a szócikk részben vagy egészben  a   Markersdorf-Haindorf című német Wikipédia-szócikk ezen változatának fordításán alapul.  Az eredeti cikk szerkesztőit annak laptörténete sorolja fel. Ez a jelzés csupán a megfogalmazás eredetét és a szerzői jogokat jelzi, nem szolgál a cikkben szereplő információk forrásmegjelöléseként.